# Bulbostylis micans
Bulbostylis micans är en halvgräsart som beskrevs av Carl Lindman. Bulbostylis micans ingår i släktet Bulbostylis och familjen halvgräs. Inga underarter finns listade i Catalogue of Life.